# Рязанский областной театр кукол
Рязанский государственный областной театр кукол — театр кукол в Рязани.

## История театра
Ранее (в 2012 году) считалось, что театр кукол в Рязани основан в 1968 году на базе труппы артистов-кукольников работавших в Рязанской филармонии. Первым режиссёром была Мария Семёновна Хомкалова, первым директором был Аскар Майорович Тагер. Для выступления использовалась сцена клуба «Прогресс».
Ныне считается, что театр основан в 1927 году.
Или же более нейтральная формулировка: коллектив театра кукол в Рязани по праву считает себя продолжателями театрального дела Милицы Знаменской, руководившей существовавшим ранее театром кукол.
С 1982 года, коллектив трудится в специально спроектированном и построенном современном здании, с двумя зрительными залами: малым — на 80 мест и большим — на 366 мест; просторными фойе и необходимыми техническими мастерскими. 140 премьер видела за эти годы сцена театра и его зрители, а репертуарная коллекция сегодняшнего дня предлагает 30 спектаклей разных жанров для детей и взрослых. На фестивалях и во время многочисленных гастролей с искусством рязанского театра кукол знакомились зрители в России и за рубежом.
С 1989 года Рязанский театр кукол стал инициатором и организатором проведения Международного фестиваля театров кукол «Рязанские смотрины».
В 2014 году театр получил Премию Правительства РФ имени Федора Волкова за вклад в развитие театрального искусства России.

## Репертуар
Для взрослых
- «Брат Чичиков» пьеса Нины Садур по поэме Н.В. Гоголя «Мёртвые души»

## Награды
- Почётная грамота Президиума Верховного Совета РСФСР (1988 год)[8]
- Премия Правительства Российской Федерации имени Фёдора Волкова за вклад в развитие театрального искусства Российской Федерации (31 мая 2014 года)[9]
- Премия Правительства Российской Федерации за лучшую театральную постановку по произведениям русской классики (6 ноября 2020 года) — за постановку «Доктор Айболит» (по повести К.И.Чуковского «Доктор Айболит»)[10]